# خفاش‌های میوه‌خوار بینی‌لوله‌ای
خفاش‌های میوه‌خوار بینی‌لوله‌ای (نام علمی: Nyctimene) نام یک سرده از تیره خفاش میوه‌خوار است.

## گونه ها
- خفاش میوه‌خوار بینی‌لوله‌ای نوارپهن, N. aello
- خفاش میوه‌خوار بینی‌لوله‌ای معمولی, N. albiventer
- خفاش میوه‌خوار بینی‌لوله‌ای پالاس, N. cephalotes
- خفاش میوه‌خوار بینی‌لوله‌ای تیره, N. celaeno
- خفاش میوه‌خوار بینی‌لوله‌ای کوهی, N.  certans
- خفاش میوه‌خوار بینی‌لوله‌ای گوش‌گرد, N. cyclotis
- خفاش میوه‌خوار بینی‌لوله‌ای اژدها, N. draconilla
- خفاش میوه‌خوار بینی‌لوله‌ای کیست, N. keasti
- خفاش میوه‌خوار بینی‌لوله‌ای جزیره, N. major
- خفاش میوه‌خوار بینی‌لوله‌ای مالایتا, N. malaitensis
- خفاش میوه‌خوار بینی‌لوله‌ای دیوسان, N. masalai
- خفاش میوه‌خوار بینی‌لوله‌ای کهتر, N.  minutus
- خفاش میوه‌خوار بینی‌لوله‌ای فیلیپین, N. rabori
- خفاش بینی‌لوله‌ای شرقی, N. robinsoni
- Nendo tube-nosed fruit bat, N. sanctacrucis (early 20th century †)
- خفاش میوه‌خوار بینی‌لوله‌ای اومبوی, N. vizcaccia